# ادی کولمن
ادوارد "ادی" کولمن (به انگلیسی: Edward "Eddie" Colman) (زاده: ۱ نوامبر ۱۹۳۶-درگذشته:۶ فوریه ۱۹۵۸) بازیکن فوتبال انگلیسی بود و برای تیم منچستر یونایتد بازی می‌کرد و در حادثه مونیخ جان خود را از دست داد.